# Ján Šemoda
Ján Šemoda (19. dubna 1935 – 29. srpna 2015) byl slovenský fotbalový záložník.

## Hráčská kariéra
V československé lize hrál za Jednotu Košice, aniž by skóroval.

### Prvoligová bilance
| Ročník             | Zápasy | Góly | Minuty | Klub           |
| ------------------ | ------ | ---- | ------ | -------------- |
| I. liga 1958/59    | 5      | 0    | 450    | Jednota Košice |
| CELKEM I. ČS. LIGA | 5      | 0    | 450    |                |